# Petrogale herberti
Il wallaby delle rocce di Herbert (Petrogale herberti Thomas, 1926) appartiene a un gruppo di sette specie di wallaby delle rocce, molto imparentate tra loro, diffuse nel Queensland nord-orientale (Australia). È il membro più diffuso del gruppo, oltre ad essere quello dall'areale più meridionale.
Il wallaby delle rocce di Herbert vive in un'area che da 100 km a nord-ovest di Brisbane arriva fino al Fiume Fitzroy. Si spinge all'interno fino ai pressi di Clermont e Rubyvale. È la specie più grande tra i wallaby delle rocce del Queensland.